# Іванова Світлана Андріївна
Світлана Андріївна Іванова (26 вересня 1985, Москва, Російська Федерація) — російська акторка театру та кіно.

## Біографія
Світлана народилася в Москві. Її батьки — інженери-енергетики. Навчалася у фізико-математичній школі, з 14 років займалася в театральній студії.
У 2006 році закінчила ВДІК (майстерня І. Н. Ясуловича). Ще навчаючись в інституті, Світлана дебютувала в кіно, знявшись спочатку у фільмі «Хрещений син», потім зігравши одну з головних ролей у серіалі «Прощальне відлуння». З 2011 року працює в театрі «Современник». 22 березня 2012 р. дебютувала в ролі Патриції Хольман у виставі «Три товариші».
Знімалася в кліпах групи «Znaki» («Поллі», реж. М. Сегал), групи «ПРОЛОГ» («Ти лише світло», реж. О. Городецька, В. Лісневський), групи «КАСТА» («Радіосигнали», реж. М. Сегал), «Інтонація» (In2Nation) — «Август Восьмого».

### Особисте життя
Перебувала в громадянському шлюбі з оператором-постановником В'ячеславом  Лісневським, з яким познайомилась 2006 року на зйомках. У 2010 році пара розлучилась.
У червні 2015 року публічно заявила про стосунки із режисером Джаніком Файзієвим. У 2012 році у Світлани народилась дочка Поліна.

## Фільмографія
| Рік  |    | Українська назва             | Оригінальна назва          | Роль                                                        |
| ---- | -- | ---------------------------- | -------------------------- | ----------------------------------------------------------- |
| 2004 | с  | Хрещений син                 | Крёстный сын               | Діна                                                        |
| 2004 | с  | Прощальне відлуння           | Прощальное эхо             | Наталя                                                      |
| 2004 | кф | Фотополювання                | Фотоохота                  | незнайомка                                                  |
| 2005 | ф  | 9 рота                       | 9 рота                     | Оля                                                         |
| 2005 | кф | Дуель                        | Дуэль                      | Аня                                                         |
| 2005 | с  | Приватний детектив           | Частный детектив           | Маша                                                        |
| 2006 | ф  | Franz + Polina               | Franz + Polina             | Поліна                                                      |
| 2006 | ф  | Справжній Дід Мороз          | Настоящий Дед Мороз        | Катя Нікітіна                                               |
| 2006 | с  | Від любові до кохання        | От любви до кохання        | Настя                                                       |
| 2006 | ф  | Остання сповідь              | Последняя исповедь         | Надя Тюленіна                                               |
| 2006 | ф  | Формула зеро                 | Формула зеро               | Марина                                                      |
| 2006 | ф  | 4 таксисти і собака 2        | Четыре таксиста и собака 2 | Катя                                                        |
| 2007 | ф  | Спокуса                      | Искушение                  | Аня                                                         |
| 2007 | с  | І все-таки я люблю...        | И всё-таки я люблю…        | Рита                                                        |
| 2007 | ф  | Батько                       | Отец                       | Маша                                                        |
| 2008 | с  | Одна ніч любові              | Одна ночь любви            | Олександра Іларіонівна Забєліна                             |
| 2008 | ф  | Привіт, кіндер!              | Привет, киндер!            | Валерія                                                     |
| 2008 | ф  | Побічний ефект               | Побочный эффект            | Ліза                                                        |
| 2008 | с  | Міни у фарватері             | Мины в фарватере           | Ліза                                                        |
| 2008 | с  | Журов                        | Журов                      | Ліза                                                        |
| 2008 | ф  | Чизкейк                      | Чизкейк                    | офіціантка                                                  |
| 2009 | ф  | Гламур                       | Гламур                     | Юля                                                         |
| 2009 | ф  | Кішечка                      | Кошечка                    | дівчина Настя                                               |
| 2009 | ф  | Невигадане вбивство          | Непридуманное убийство     | Наталя                                                      |
| 2009 | с  | Вербна неділя                | Вербное воскресенье        | Оксана Лепіна                                               |
| 2010 | с  | Класні мужики                | Классные мужики            | «Сеня» (Арсенія) Князєва                                    |
| 2010 | ф  | Москва, я люблю тебе!        | Москва, я люблю тебя!      | Свєта                                                       |
| 2010 | ф  | Темний світ                  | Тёмный мир                 | Марина                                                      |
| 2010 | с  | Лікар Тирса                  | Доктор Тырса               | Ліка Кірєєва                                                |
| 2010 | ф  | Зв'язок часів                | Связь времён               | Настя                                                       |
| 2010 | ф  | Будинок сонця                | Дом Солнца                 | Саша                                                        |
| 2010 | ф  | Над містом                   | Над городом                | Ірина                                                       |
| 2010 | с  | Столиця гріха                | Столица греха              | Юля Солнцева                                                |
| 2011 | с  | Трохи не при собі            | Немного не в себе          | Ірина                                                       |
| 2011 | ф  | Павутинка бабиного літа      | Паутинка бабьего лета      | Анна                                                        |
| 2011 | ф  | Втікач                       | Беглец                     | Христина                                                    |
| 2012 | ф  | Серпень. Восьмого            | Август. Восьмого           | Ксенія                                                      |
| 2012 | ф  | Про нього                    | О нём                      | співачка                                                    |
| 2012 | ф  | Прихильниця                  | Поклонница                 | Лідія Авілова                                               |
| 2012 | ф  | Казка. Є                     | Сказка. Есть               | старша Сестра, дочка Барбі і Кена                           |
| 2012 | ф  | Сліпе кіно                   | Слепое кино                | Вона                                                        |
| 2012 | ф  | З новим роком, мами!         | С новым годом, мамы!       | Олена                                                       |
| 2012 | с  | Грач                         | Грач                       | Даша Охлопкова                                              |
| 2013 | ф  | Приватне піонерське          | Частное пионерское         | Світлана Олексіївна                                         |
| 2013 | ф  | Легенда №17                  | Легенда № 17               | Ірина                                                       |
| 2013 | ф  | Розвідниці                   | Разведчицы                 | Аріна Прозоровська                                          |
| 2013 | ф  | Ідеальне вбивство            | Идеальное убийство         | Ольга Лаврова                                               |
| 2013 | ф  | Жіночий день                 | Женский день               | Олена                                                       |
| 2013 | ф  | Подаруй мені трохи тепла     | Подари мне немного тепла   | Віра                                                        |
| 2013 | ф  | Прозріння                    | Прозрение                  | Вона                                                        |
| 2013 | с  | Майор поліції                | Майор полиции              | Лариса                                                      |
| 2014 | ф  | Друзі друзів                 | Друзья друзей              | музикант Христина                                           |
| 2014 | с  | Лікар Смерть                 | Доктор Смерть              | Маша                                                        |
| 2014 | ф  | Якщо любиш - пробач          | Если любишь — прости       | Даша                                                        |
| 2014 | с  | Алхімік. Еліксир Фауста      | Алхимик. Эликсир Фауста    | Ольга                                                       |
| 2014 | ф  | З Восьмим березня, чоловіки! | С Восьмым марта, мужчины!  | Віолета                                                     |
| 2014 | ф  | Поспішайте любити            | Спешите любить             | Ася                                                         |
| 2014 | с  | Тест на вагітність           | Тест на беременность       | Наталя Бахмєтьєва                                           |
| 2015 | с  | Як я став росіянином         | Как я стал русским         | Аня Бистрова                                                |
| 2015 | ф  | Щастя - це...                | Счастье — это…             | Віра                                                        |
| 2016 | ф  | Герой                        | Герой                      | Віра                                                        |
| 2016 | ф  | Заплющ очі                   | Закрой глаза               | мама Фоки                                                   |
| 2016 | с  | Метеорит                     | Метеорит                   | Альона, екстрасенс                                          |
| 2016 | с  | Слідчий Тихонов              | Следователь Тихонов        | Олена Лаврова                                               |
| 2020 | с  | Тріґґер                      | Триггер                    | Даша Соловйова, колишня дружина Артема, наречена Володимира |

### Ролі в театрі
- «Вермут» (К. Шлендер, дипломний)
- «Різдво в домі синьйора Куп'єлло» (Е. де Філіппо, дипломний)
- «Коли закінчиться війна» (по військовій прозі, дипломний)
- «Влада темряви» (Л. Толстой, дипломний)

Театр «Современник»
- «Три товариші» (за романом Еріха Марії Ремарка) — Патриція Гольман
- «Гаряче серце» (О. М. Островський) — Параша
- «Три сестри» (А. П. Чехов) — Ірина

## Нагороди
- 2006 — Спеціальний приз журі Третього міжнародного кінофестивалю «Балтійські дебюти» за виконання ролі Поліни у фільмі «Franz + Polina».
- 2006 — Приз за найкращу жіночу роль на 15-му Відкритому кінофестивалі країн СНД і Балтії «Кіношок» (м. Анапа) за виконання ролі Поліни у фільмі «Franz + Polina».
- 2006 — Приз «Золотий меч» за найкращу жіночу роль на IV-му Міжнародному фестивалі військового кіно імені Ю. Н. Озерова (м. Санкт-Петербург) за виконання ролі Поліни у фільмі «Franz + Polina».
- 2006 — Приз за найкращу жіночу роль III Міжнародного фестивалю військово-патріотичного фільму ім. С. Ф. Бондарчука «Волоколамський рубіж» за роль Поліни в х/ф «Franz + Polina».
- 2006 — Приз за найкращу жіночу роль XIV Міжнародного фестивалю акторів кіно «Сузір'я» за роль Поліни в х/ф «Franz + Polina».
- 2006 — Приз в номінації «Найкраща актриса» I Московського відкритого фестивалю молодіжного кіно «Отражение» (м. Зеленоград) за роль Поліни в х/ф «Franz + Polina».
- 2008 — Премія «Золотий меч» за найкращу жіночу роль V міжнародного фестивалю військового кіно ім. Ю. М. Озерова за роль у х/ф «Батько».